# Odenwaldkreis
Odenwaldkreis är ett distrikt (Landkreis) i sydöstra delen av det tyska förbundslandet Hessen. Granndistrikt är Darmstadt-Dieburg, Miltenberg, Neckar-Odenwald-Kreis, Rhein-Neckar-Kreis och Kreis Bergstraße. Odenwaldkreis tillhör området Rhen-Neckar.
1. 1 2  GeoNames, 2005, Geonames-ID: 3220971, läs online och läs online.[källa från Wikidata]
2. ↑  hämtat från: tyskspråkiga Wikipedia.[källa från Wikidata]